# Бардолино
Бардолѝно (на италиански: Bardolino; на венециански: Bardolin, Бардолин) е градче и община в Северна Италия, провинция Верона, регион Венето. Разположено е на 65 m надморска височина. Населението на общината е 7049 души (към 2015 г.).